# 니콜라클로드 파브리 드 페이레스크

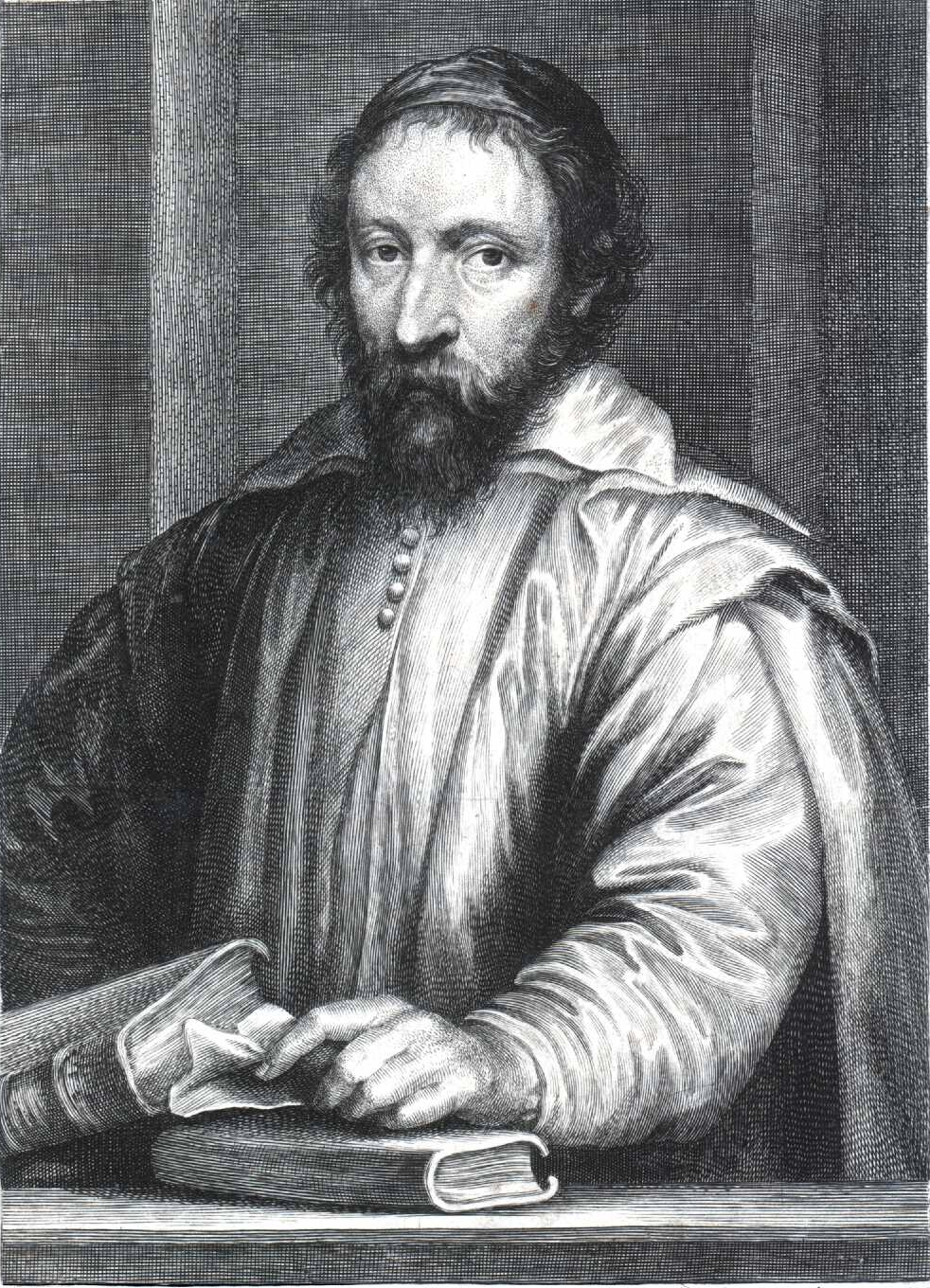
니콜라클로드 파브리 드 페이레스크

니콜라클로드 파브리 드 페레스크(Nicolas-Claude Fabri de Peiresc, 1580년 12월 1일 ~ 1637년 6월 24일)은 프랑스의 천문학자, 골동품 수집가이다. 과학자들과 광범한 서신 교환(문필공화국)을 유지했으며 과학적 연구 행위를 성공적으로 조직했다. 유럽, 지중해, 북아프리카의 다양한 장소에서 경도를 측정하는 방법을 연구했고 1610년 오리온 성운을 발견했다.